# Косицкое сельское поселение
Косицкое сельское поселение — муниципальное образование в южной части Севского района Брянской области. Административный центр — село Поздняшовка.
Образовано в результате проведения муниципальной реформы в 2005 году, путём слияния дореформенных Октябрьского, Воскресеновского и Хинельского сельсоветов.
Территория сельского поселения прилегает к государственной границе России; здесь действует режим пограничной зоны.

## Население
| 2010  | 2011  | 2012  | 2013  | 2014  | 2015  | 2016  |
| ----- | ----- | ----- | ----- | ----- | ----- | ----- |
| 1463  | ↘1455 | ↘1398 | ↘1375 | ↘1313 | ↘1245 | ↘1220 |
| 2017  | 2018  | 2019  | 2020  | 2021  |       |       |
| ↘1207 | ↘1184 | ↘1159 | ↘1148 | ↘1051 |       |       |

## Населённые пункты
| №  | Населённый пункт | Тип     | Население |
| -- | ---------------- | ------- | --------- |
| 1  | Поздняшовка      | село    | ↘210      |
| 2  | Витичь           | село    | →58       |
| 3  | Воскресеновка    | деревня | ↘45       |
| 4  | Двадцатные       | посёлок | →0        |
| 5  | Зелёный Листок   | посёлок | →0        |
| 6  | Косицы           | посёлок | ↘457      |
| 7  | Курганка         | деревня | ↘23       |
| 8  | Лесничество      | посёлок | ↘8        |
| 9  | Липница          | деревня | ↘7        |
| 10 | Малая Витичь     | деревня | ↗25       |
| 11 | Никольский       | поселок | →0        |
| 12 | Подлесный        | посёлок | ↘4        |
| 13 | Рабочий          | посёлок | ↘245      |
| 14 | Хвощовка         | село    | ↘88       |
| 15 | Хинель           | село    | ↘205      |

## Экономика
- 2 сельхозпредприятия — ООО «Дубрава» и КФХ «Платон».
- 10 объектов торговли

## Социальная сфера
4 клуба, 3 библиотеки, 3 фельдшерско-акушерских пункта, 2 средних школы и 1 основная школа.